# Joan Mates
Joan Mates fou un pintor gòtic, català documentat entre 1390 - 1431, que s'inscriu dins del corrent que s'ha anomenat estil gòtic internacional de Catalunya, sorgit al voltant de la personalitat de Lluís Borrassà. Mates va ser un artista expressiu, que utilitzava els contrastos de línies per modelar les figures. D'aquesta manera va aconseguir que les seves obres destaquessin sobretot per la seva elegància, en què també es reflecteix l'empremta dels il·luminadors francoflamencs.
Procedent de Vilafranca del Penedès l'any 1390, es va establir a Barcelona al taller de Pere Serra, amb qui va tenir una llarga relació i col·laboració, junts van treballar en el retaule de la Verge amb els Sants de Siracusa (1400) i, quan es va produir la defunció del seu mestre, va recuperar altres encàrrecs seus, com el del retaule de l'Anunciació per l'església de Sant Francesco de Stampace de Càller (Sardenya), o el desaparegut retaule de sant Tomàs i sant Antoni de la catedral de Barcelona, segons un document del 20 d'abril de 1409.
Va tenir bona relació amb alts càrrecs de l'església i la noblesa catalana i amb mecenes com les famílies Cabrera, Cervelló, Queralt o Foix. Va realitzar diversos encàrrecs destinats per a diferents parts d'Aragó i Catalunya. El retaule de Sant Jaume de Vallespinosa (1406-1410), patrocinat per la família Cervelló, es troba al Museu Diocesà de Tarragona.
Tot i residir permanentment a Barcelona va realitzar estades per atendre encàrrecs a la zona de Vilafranca del Penedès d'on era originari. Hi consten poders atorgats a persones de la població com el notari i cunyat seu en Francesc Gabiol el 1402 i a Berenguer Ferrer el 1403 i 1418. En aquest període va realitzar per al santuari de Santa Maria de Penyafel (Santa Margarida i els Monjos) els retaules de sant Miquel i de santa Llúcia.
Per a la catedral de Barcelona, se li va encarregar el gran retaule de Sant Ambròs i Sant Martí de Tours (1411-1415), encara conservat i d'altres avui desapareguts com el retaule de Santa Anna i Sant Miquel (1406-1409) segons una carta de pagament del 5 de juny de 1406, el retaule de Santa Agnès (1412-1413) segons una carta de pagament del 8 de juliol de 1412, així com l'esmentat retaule de Sant Tomàs i Sant Antoni (1409) iniciat per Pere Serra. Per a la Pia Almoina de Barcelona, el de Sant Sebastià i Calvari, guardat al Museu Nacional d'Art de Catalunya, executat l'any 1431 en els límits finals de la seva producció.

## Estil
Al taller de Serra va adquirir la tècnica i els models trecentistes, si bé no es va acomodar i va explorar noves possibilitats que connectaven amb l'estil Internacional.
Joan Mates va començar a mostrar el seu estil des de les darreres produccions del taller de Pere Serra, caracteritzat per l'allunyament progressiu dels plantejaments del titular del taller. Mates disgrega els accents gràfics propis dels Serra i defineix una modalitat diferent que li permet entrar en el 1400 amb aires de renovació. La seva visió guarda relació amb els models francoflamencs més avançats modelant l'antic italianisme alterant la seva aparença de manera admirable.
El seu estil es caracteritza per la suavitat en les formes i una sofisticació pictòrica que és alhora mística i cortès. Estilitza les figures i les adapta a la narració de forma expressiva. És en summa, un mestre molt interessant per quan desmitifica l'existència d'una uniformitat estilística per a tots els mestres del gòtic internacional català. El seu llenguatge s'adhereix amb personalitat pròpia a les motivacions que defineixen l'aportació d'alguns dels seus contemporanis europeus.

## Obra
| Imatge | Dades | Dades | Imatge | Dades                                        | Dades                                        |
| --- | --- | --- | --- | -------------------------------------------- | -------------------------------------------- |
| | retaule de Sant Jaume de Vallespinosa | retaule de Sant Jaume de Vallespinosa | | Retaule dels sants Joan amb donant           | Retaule dels sants Joan amb donant           |
| 1406-1410 | Tremp sobre fusta 207 x 220 cm | 1410 | Tremp sobre fusta 191 x 121 cm |                                              |                                              |
| Museu Diocesà de Tarragona | Museu Diocesà de Tarragona | Museo Thyssen-Bornemisza, Madrid | Museo Thyssen-Bornemisza, Madrid |                                              |                                              |
| Va ser patrocinat per la família Cervelló. El retaule presenta una taula central amb el Calvari a la part superior i sant Jaume entronitzat a la inferior. La taula lateral esquerra mostra tres escenes: l'Adoració dels Pastors, el cos de sant Jaume arribant a les costes de Galícia i el cos de sant Jaume transportat en un carro davant la reina Lupa. La taula lateral dreta presenta les següents escenes: l'Anunciació, sant Jaume i el mag Hermògenes, i la decapitació de sant Jaume. La predel·la representa els sants Abdon i Senen, sant Antoni Abat, sant Joan Baptista amb l'Anyell, sant Miquel i sant Jordi. Conserva els arcs carpanells que emmarquen els tres compartiments superiors, decorats amb fulles de card i florons a l'extradós. Fins a la seva restauració, realitzada a Madrid entre els anys 1965 i 1973, el retaule havia conservat també quatre columnetes de fust helicoidal a les vores de les taules. Els sis escuts caironats, presents als carcanyols dels arcs dels compartiments superiors, van tornar de la restauració pintats en to neutre. Sembla que anteriorment presentaven les armes de la família Cervelló. | Va ser patrocinat per la família Cervelló. El retaule presenta una taula central amb el Calvari a la part superior i sant Jaume entronitzat a la inferior. La taula lateral esquerra mostra tres escenes: l'Adoració dels Pastors, el cos de sant Jaume arribant a les costes de Galícia i el cos de sant Jaume transportat en un carro davant la reina Lupa. La taula lateral dreta presenta les següents escenes: l'Anunciació, sant Jaume i el mag Hermògenes, i la decapitació de sant Jaume. La predel·la representa els sants Abdon i Senen, sant Antoni Abat, sant Joan Baptista amb l'Anyell, sant Miquel i sant Jordi. Conserva els arcs carpanells que emmarquen els tres compartiments superiors, decorats amb fulles de card i florons a l'extradós. Fins a la seva restauració, realitzada a Madrid entre els anys 1965 i 1973, el retaule havia conservat també quatre columnetes de fust helicoidal a les vores de les taules. Els sis escuts caironats, presents als carcanyols dels arcs dels compartiments superiors, van tornar de la restauració pintats en to neutre. Sembla que anteriorment presentaven les armes de la família Cervelló. | L'obra va ingressar a la col·lecció Thyssen-Bornemisza el 1955 i ha figurat als seus catàlegs fins a 1989 com a obra d'un mestre anònim del Gòtic Internacional. La pintura possiblement va decorar el cos central d'un altar al qual s'han afegit les següents escenes que il·lustren episodis de la vida d'aquests sants: Sant Joan Evangelista en Patmos, al Musée Goya de Castres, El naixement de sant Joan Baptista, La degollació de sant Joan Baptista, El martiri de sant Joan Evangelista i Sant Joan Evangelista i la copa enverinada, que Gudiol i Alcolea van localitzar a la col·lecció Carreras Candi de Barcelona. Emmarcats sota dos arcs polilobulats els dos sants estan de peu. A l'esquerra, el Baptista, amb el llibre tancat i el xai al qual elegantment assenyala, vestit amb la tradicional casaca de pell de camell que apunta per la seva màniga dreta, i que l'artista ha optat per cobrir amb una fina capa salmó i blau que subjecta a l'espatlla amb una petita branca. A la dreta, amb una inusual palma del martiri, apareix l'Evangelista amb la copa on el verí s'ha transformat ja en un petit drac. Als peus d'aquestes dues esveltes figures i entre elles apareix un donant de genolls. Aquest personatge, que vesteix amb distinció i riquesa, va ser identificat amb Enric V d'Anglaterra, el que va portar a inscriure la taula dins del cercle de pintors anglesos actius a principis del segle xv. | L'obra va ingressar a la col·lecció Thyssen-Bornemisza el 1955 i ha figurat als seus catàlegs fins a 1989 com a obra d'un mestre anònim del Gòtic Internacional. La pintura possiblement va decorar el cos central d'un altar al qual s'han afegit les següents escenes que il·lustren episodis de la vida d'aquests sants: Sant Joan Evangelista en Patmos, al Musée Goya de Castres, El naixement de sant Joan Baptista, La degollació de sant Joan Baptista, El martiri de sant Joan Evangelista i Sant Joan Evangelista i la copa enverinada, que Gudiol i Alcolea van localitzar a la col·lecció Carreras Candi de Barcelona. Emmarcats sota dos arcs polilobulats els dos sants estan de peu. A l'esquerra, el Baptista, amb el llibre tancat i el xai al qual elegantment assenyala, vestit amb la tradicional casaca de pell de camell que apunta per la seva màniga dreta, i que l'artista ha optat per cobrir amb una fina capa salmó i blau que subjecta a l'espatlla amb una petita branca. A la dreta, amb una inusual palma del martiri, apareix l'Evangelista amb la copa on el verí s'ha transformat ja en un petit drac. Als peus d'aquestes dues esveltes figures i entre elles apareix un donant de genolls. Aquest personatge, que vesteix amb distinció i riquesa, va ser identificat amb Enric V d'Anglaterra, el que va portar a inscriure la taula dins del cercle de pintors anglesos actius a principis del segle xv. |                                              |                                              |
| | Retaule de l'Anunciació | Retaule de l'Anunciació | | Retaule de Sant Martí de Tours i Sant Ambròs | Retaule de Sant Martí de Tours i Sant Ambròs |
| 1410 | Tremp sobre fusta 260,9 x 238,1 cm | 1411 | Tremp sobre fusta |                                              |                                              |
| Pinacoteca nacional de Cagliari | Pinacoteca nacional de Cagliari | catedral de Barcelona, Barcelona | catedral de Barcelona, Barcelona |                                              |                                              |
| Va ser realitzada per l'església de Sant Francesco de Stampace de Càller (Sardenya), per a ocupar la capella d'una rica família toscana, els Di Dono, que ja havien fet encàrrecs a Pere Serra. L'encàrrec va ser fet per Guido Di Dono amb motiu de la preparació del seu sepulcre dins la capella. El jove mestre reprodueix en el retaule de Stampace esquemes iconogràfics que ja havia experimentat el taller trecentista, si bé Mates renova les antigues idees i, sobretot, el serè i bell estil de seus predecessors. Giovanni Spano va descriure el retaule amb altres tres taules ara perdudes que se sumarien als vuit panells pintats al tremp sobre taula amb fons d'or. En el compartiment central hi ha una Anunciació, molt danyada, però encara es detecta la delicadesa dels trets facials i les combinacions de colors: es cobreix l'escena amb una aura d'estil tradicional gòtic Internacional. El panell superior mostra la Crucifixió, molt deteriorat; costat de l'escena és l'únic supervivent és la cacera de sant Giuliano, qui interpreta el sant cavaller ricament vestit que, amb el seu arc i fletxa, apunta a un cérvol perseguit pels gossos. A la predel·la es representen, d'esquerra a dreta, sant Antoni Abat i sant Joan Baptista, al centre una pietat de Crist, Santa Margarida d'Antioquia i Caterina d'Alexandria. | Va ser realitzada per l'església de Sant Francesco de Stampace de Càller (Sardenya), per a ocupar la capella d'una rica família toscana, els Di Dono, que ja havien fet encàrrecs a Pere Serra. L'encàrrec va ser fet per Guido Di Dono amb motiu de la preparació del seu sepulcre dins la capella. El jove mestre reprodueix en el retaule de Stampace esquemes iconogràfics que ja havia experimentat el taller trecentista, si bé Mates renova les antigues idees i, sobretot, el serè i bell estil de seus predecessors. Giovanni Spano va descriure el retaule amb altres tres taules ara perdudes que se sumarien als vuit panells pintats al tremp sobre taula amb fons d'or. En el compartiment central hi ha una Anunciació, molt danyada, però encara es detecta la delicadesa dels trets facials i les combinacions de colors: es cobreix l'escena amb una aura d'estil tradicional gòtic Internacional. El panell superior mostra la Crucifixió, molt deteriorat; costat de l'escena és l'únic supervivent és la cacera de sant Giuliano, qui interpreta el sant cavaller ricament vestit que, amb el seu arc i fletxa, apunta a un cérvol perseguit pels gossos. A la predel·la es representen, d'esquerra a dreta, sant Antoni Abat i sant Joan Baptista, al centre una pietat de Crist, Santa Margarida d'Antioquia i Caterina d'Alexandria. | L'obra havia estat en molt mal estat de conservació fins a una restauració en el 2006 que permet observar les bondats pictòriques del mestre i la delicadesa i seguretat del seu traç. En aquesta obra es poden observar els atreviments i refinaments compositius de l'autor, a més d'haver recuperat part del viu colorit del retaule, un fet que ens acosta a analitzar i comprendre l'estil del mestre. Un exemple es pot veure a la representació de les Maries a la Crucifixió o les postures dels lladres on s'observen les recerques del pintor per assumir les tendències desmaterialitzadores del nou estil, tot mantenint l'interès per les textures i la materialitat de les superfícies i la concepció espacial heretada del italianisme català. | L'obra havia estat en molt mal estat de conservació fins a una restauració en el 2006 que permet observar les bondats pictòriques del mestre i la delicadesa i seguretat del seu traç. En aquesta obra es poden observar els atreviments i refinaments compositius de l'autor, a més d'haver recuperat part del viu colorit del retaule, un fet que ens acosta a analitzar i comprendre l'estil del mestre. Un exemple es pot veure a la representació de les Maries a la Crucifixió o les postures dels lladres on s'observen les recerques del pintor per assumir les tendències desmaterialitzadores del nou estil, tot mantenint l'interès per les textures i la materialitat de les superfícies i la concepció espacial heretada del italianisme català. |                                              |                                              |
| | Retaule de sant Miquel | Retaule de sant Miquel | | Plany sobre el cos de Crist mort             | Plany sobre el cos de Crist mort             |
| 1410-1420 | Tremp sobre fusta 173 x 143 cm | 1410-1420 | Tremp sobre fusta 157,7 x 72,6 cm |                                              |                                              |
| MNAC, Barcelona | MNAC, Barcelona | MNAC, Barcelona | MNAC, Barcelona |                                              |                                              |
| L'obra va ser realitzada per a l'ermita de Santa Maria de Penyafel (Santa Margarida i els Monjos) on va residir fins al 1912 en que varen ser, primer traslladada a la parròquia de Santa Margarida i posteriorment venuda a una col·lecció privada. Després de formar part de la col·lecció Conde i més tard de la col·lecció Olavarria, ambdues de Barcelona, va ser finalment adquirit pel Museu Nacional d'Art de Catalunya el 2010. És un retaule de reduïdes dimensions fet en una sola taula sobre la qual es distribueixen tres carrers i una predel·la. Està dedicat a la funció miles Christi de Sant Miquel, el "guerrer de Crist" que lluita contra el mal, que combat al dragó -representació del mal- i als àngels rebels. Altres escenes són: l'Anunciació, la Missa d'ànimes i el Miracle del Mont Gargano. | L'obra va ser realitzada per a l'ermita de Santa Maria de Penyafel (Santa Margarida i els Monjos) on va residir fins al 1912 en que varen ser, primer traslladada a la parròquia de Santa Margarida i posteriorment venuda a una col·lecció privada. Després de formar part de la col·lecció Conde i més tard de la col·lecció Olavarria, ambdues de Barcelona, va ser finalment adquirit pel Museu Nacional d'Art de Catalunya el 2010. És un retaule de reduïdes dimensions fet en una sola taula sobre la qual es distribueixen tres carrers i una predel·la. Està dedicat a la funció miles Christi de Sant Miquel, el "guerrer de Crist" que lluita contra el mal, que combat al dragó -representació del mal- i als àngels rebels. Altres escenes són: l'Anunciació, la Missa d'ànimes i el Miracle del Mont Gargano. | Fragment d'una taula amb el Plany sobre el cos de Crist mort. Probablement procedeix del Palau de la Generalitat de Catalunya. | Fragment d'una taula amb el Plany sobre el cos de Crist mort. Probablement procedeix del Palau de la Generalitat de Catalunya. |                                              |                                              |
| | Retaule de santa Llúcia | Retaule de santa Llúcia | | Sant Sebastià i Calvari                      | Sant Sebastià i Calvari                      |
| 1410-1420 | Tremp sobre fusta 175 x 138 cm | 1417 | Tremp sobre fusta |                                              |                                              |
| Col·lecció Casacuberta-Marsans, Barcelona | Col·lecció Casacuberta-Marsans, Barcelona | MNAC, Barcelona | MNAC, Barcelona |                                              |                                              |
| L'obra va ser realitzada per a l'ermita de Santa Maria de Penyafel (Santa Margarida i els Monjos) on va residir fins al 1912 en què va ser, primer traslladada a la parròquia de Santa Margarida i posteriorment venuda a una col·lecció privada. Després de formar part de la col·lecció Conde i més tard de la col·lecció Olavarria, ambdues de Barcelona, es troba a la col·lecció Casacuberta Marsans. | L'obra va ser realitzada per a l'ermita de Santa Maria de Penyafel (Santa Margarida i els Monjos) on va residir fins al 1912 en què va ser, primer traslladada a la parròquia de Santa Margarida i posteriorment venuda a una col·lecció privada. Després de formar part de la col·lecció Conde i més tard de la col·lecció Olavarria, ambdues de Barcelona, es troba a la col·lecció Casacuberta Marsans. | Realitzat per al refetor de la Pia Almoina de Barcelona. Es conserven dues taules del carrer central. | Realitzat per al refetor de la Pia Almoina de Barcelona. Es conserven dues taules del carrer central. |                                              |                                              |
| | Retaule de sant Pere i sant Pau | Retaule de sant Pere i sant Pau | | Nom de l'obra                                | Nom de l'obra                                |
| 1421-1431 | Tremp sobre fusta | {{{any2}}} | {{{material2}}} |                                              |                                              |
| museu Diocesà d'Osca | museu Diocesà d'Osca | {{{localització2}}} | {{{localització2}}} |                                              |                                              |
| El retaule va ser encarregat per a una capilla de la familia de los Urriés de la catedral d'Osca. És conserva la taula central amb els dos sants al museu Diocesà d'Osca. | El retaule va ser encarregat per a una capilla de la familia de los Urriés de la catedral d'Osca. És conserva la taula central amb els dos sants al museu Diocesà d'Osca. | {{{descripció2}}} | {{{descripció2}}} |                                              |                                              |

- Retaule de Vila-Rodona (1422).[3]

### Retaules desapareguts

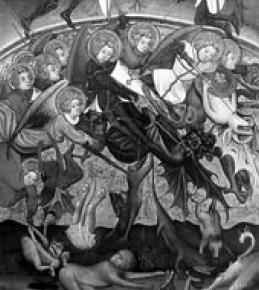
La caiguda dels àngels rebels, possible fragment del Retaule de Santa Anna i Sant Miquel. Col.privada

- 1406 - Retaule de Santa Anna i Sant Miquel, encarregat pel canonge Alfons de Tous per a la catedral de Barcelona, segons una carta de pagament del 5 de juny de 1406. Tot i que es considera desaparegut, existeix una taula amb La caiguda dels àngels rebels en una col·lecció privada de Barcelona que havia estat antigament a la Col·lecció Otto-O’Meara de Brussel·les i que, es pensa que podria ser un vestigi d'aquest retaule.[10]
- 1409 - Retaule de Sant Tomàs i Sant Antoni iniciat per Pere Serra i continuat per Mates a la mort d'aquell.
- 1412 - Retaule de Santa Agnès per a la catedral de Barcelona, segons una carta de pagament del 8 de juliol de 1412
- 1414 - Retaule de sant Jaume per al monestir de Sant Joan de les Abadesses, contractat el 20 d'abril de 1414.[3]
- 1418 - Retaule de les santes Llúcia i Caterina. Va ser un encàrrec per a la parròquia de Santa Maria de Vilafranca del Penedès, segons consta en una àpoca de 13 d'abril de 1418. El seu cost va ser de 250 florins d'or d'Aragó.[2]
- 1421 - Retaule de sant Jaume i santa Llúcia per al monestir de Valldonzella de Barcelona, segons document del 27 de febrer de 1421.[3]
- 1423 - Retaule del Corpus Christi per a la parriòquia de Santa Maria de Blanes.[3]
- 1426 - El 9 d'abril va contractar un retaule per al castell de Palau-Sator. El 24 de setembre va signar un altre encàrrec per a Santa Maria del Pla de Cabra.[3]
- 1428 - El 27 de maig signà una àpoca on indicava que estva realitzan un retaule per a confraria de la Santíssima Trinitat de Barcelona.[3]
- 1434 - Retaule per a la Llacuna (Anoia) i Retaule per a Bellvei (Baix Penedès), dues obres que figuren al seu testament i que va acabar el seu fill Bernat.[2]